# (8719) Vesmir
(8719) Vesmir es un asteroide perteneciente al cinturón de asteroides, región del sistema solar que se encuentra entre las órbitas de Marte y Júpiter.
Fue descubierto el 11 de noviembre de 1995  desde el Observatorio Kleť.

## Designación y nombre
Designado provisionalmente como 1995 RV, fue Nombrado en referencia a la revista científica mensual checa Vesmír que fue fundada en 1871. Vesmír describe nuevos hallazgos de todo el espectro de la ciencia, incluyendo astronomía, biología, química, cibernética, genética, geología, medicina y física, así como sus conexiones interdisciplinarias.

## Características orbitales
(8719) Vesmir está situado a una distancia media del Sol de 2,644 ua, pudiendo alejarse hasta 3,184 ua y acercarse hasta 2,103 ua. Su excentricidad es 0,205 y la inclinación orbital 11,856 grados. Emplea 1570,07 días en completar una órbita alrededor del Sol.
Pertenece a la familia de asteroides de (15) Eunomia.

## Características físicas
La magnitud absoluta de (8719) Vesmir es 13,74. Tiene 6,137 km de diámetro y su albedo se estima en 0,155.